# Prix James-Bryant-Conant
Pour les articles homonymes, voir Prix Conant.
Le prix James Bryant Conant est un prix américain en éducation. Le prix le plus prestigieux décerné par la Commission de l'éducation des États (en) (Education Commission of the States, ECS), il est décerné chaque année depuis 1977. Il a été créé et nommé en l'honneur du chimiste et éducateur américain James Bryant Conant, l'un des cofondateurs de l'ECS. 

## Lauréats
- 1977 - Benjamin Mays
- 1978 - Joan Ganz Cooney (en)
- 1979 - Francis Keppel (en)
- 1980 - Ralph W. Tyler (en)
- 1981 - Terry Sanford
- 1982 - John Brademas
- 1983 - Carl D. Perkins (en)
- 1984 - Jim Hunt
- 1985 - Terrel Bell et David P. Gardner (en)
- 1986 - Harold Howe II
- 1987 - Marian Wright Edelman
- 1988 - Lamar Alexander
- 1989 - Fred M. Hechinger (en)
- 1990 - Aucun prix décerné
- 1991 - James P. Comer (en)
- 1992 - Theodore R. Sizer (en)
- 1993 - Wilhelmina Delco (en)
- 1994 - Ernest L. Boyer (en)
- 1995 - Richard Riley
- 1996 - John W. Gardner
- 1997 - Claiborne Pell
- 1998 - Robert Slavin (en)
- 1999 - Frank Newman (en)
- 2000 - John Goodlad (en)
- 2001 - Fred Rogers
- 2002 - Robert P. Moses (en)
- 2003 - Roy Romer
- 2004 - Thurgood Marshall et John Stelle (tous deux à titre posthume)
- 2005 - Sharon Lynn Kagan
- 2006 - Nancy S. Grasmick (en)
- 2007 - Gaston Caperton (en)
- 2008 - Ron Wolk
- 2009 - Kati Haycock
- 2010 - Linda Darling-Hammond (en)
- 2011 - Ted Kolderie
- 2012 - Eric Donald Hirsch
- 2013 - Gene Wilhoit
- 2014 - Marc Tucker (en)
- 2015 - William Sanders (en)
- 2016 - Sal Kahn
- 2017 - Lowell Milken (en)
- 2018 - Bill Haslam

## Sources
- Lauréats du prix ECS (Commission de l'éducation des États)